# Butterfly (Emis Killa)
Butterfly è un singolo del rapper italiano Emis Killa, pubblicato l'8 marzo 2024.

## Tracce
1. Butterfly (feat. Simba La Rue) – 2:56

## Classifiche
| Classifica (2024) | Posizione massima |
| ----------------- | ----------------- |
| Italia            | 96                |